# Santo Antônio (Rio Grande do Norte)
Santo Antônio (Santo Antônio do Salto da Onça) is een gemeente in de Braziliaanse deelstaat Rio Grande do Norte. De gemeente telt 22.071 inwoners (schatting 2009).

## Aangrenzende gemeenten
De gemeente grenst aan Brejinho, Lagoa d'Anta, Lagoa de Pedras, Nova Cruz, Passagem, Serrinha en Várzea.